# Enric Monserdà i Vidal

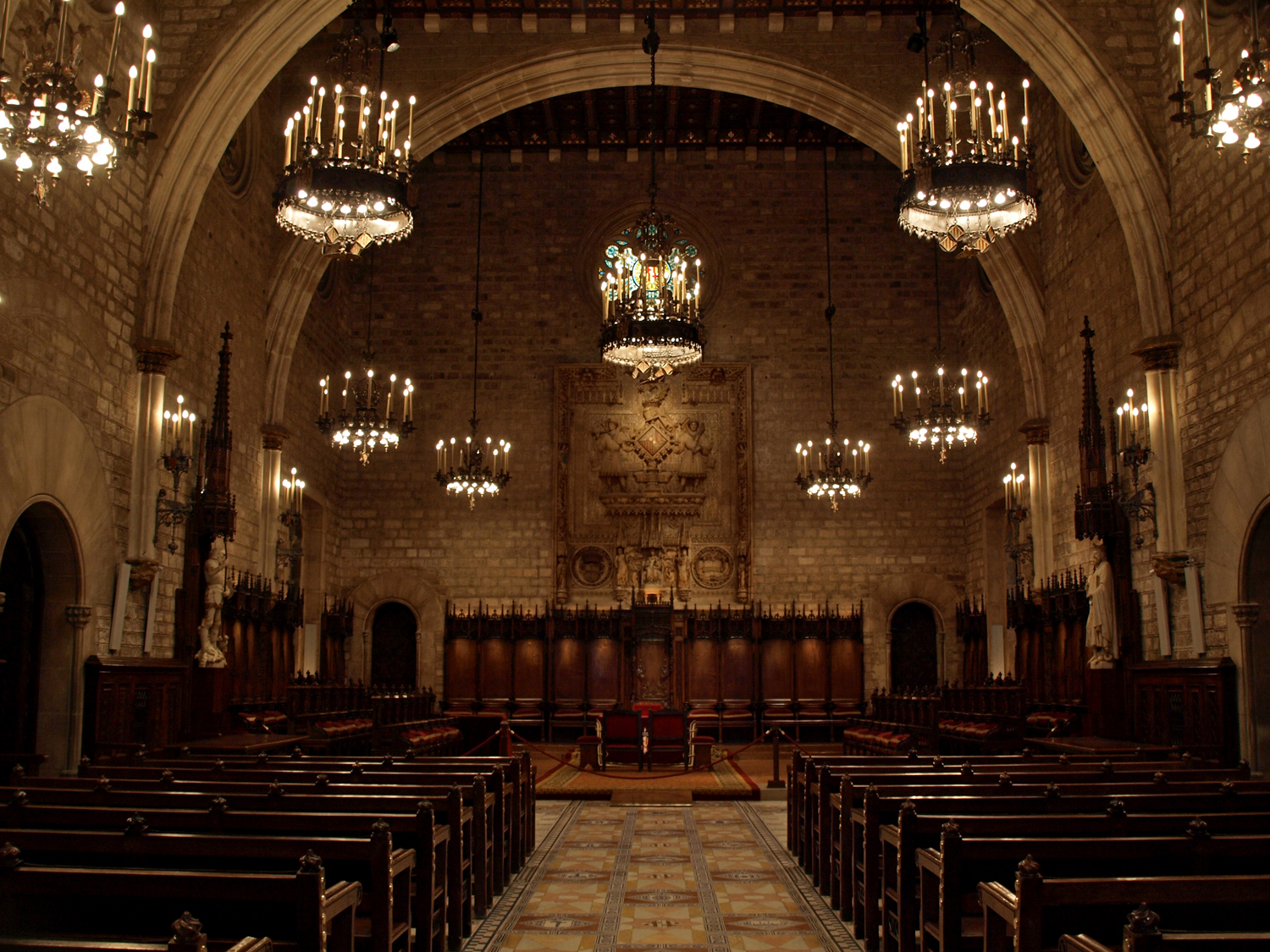
Decoració del Saló de Cent. Projecte d'Enric Monserdà.

Enric Monserdà i Vidal (Barcelona 24 de maig de 1850 – 13 d'abril de 1926), fou pintor, projectista i director artístic. Germà de l'escriptora Dolors Monserdà i Vidal. Com a decorador, barreja estilísticament el medievalisme, l'orientalisme i el neogòtic influït per Elies Rogent i Lluís Domènech i Montaner. Treballà amb els mobles del moblista Francesc Vidal i Jevellí. Va ser director artístic a la vidrieria d'Eudald Amigó, i es distingí en la pintura religiosa. El 1914, decorà el Saló de Cent de l'Ajuntament de Barcelona.

## Biografia
Nasqué al carrer de la Palla núm. 2, on el seu pare Josep Monserdà i Roger hi tenia el taller i la casa. El taller de relligador de llibres havia esdevingut un espai de trobada de diversos intel·lectuals de l'època on la seva mare Beatriu exercia de moderadora en les tertúlies polítiques i culturals que s'hi organitzaven de forma espontània. L'any 1862 morí el pare i la seva vídua Beatriu Vidal hagué de liquidar el taller d'enquadernació i passà a fer feines de cosidora però malgrat les estretors econòmiques volgué pagar els estudis al seu fill. L'any següent, 1863, Enric inicià els estudis a l'Escola de la Llotja amb els professors Serra i Porson, Claudi Lorenzale i Sugrañes, Caba i Lluís Rigalt, entre d'altres, i els finalitzà el 1875. Però Monserdà sempre digué que la veritable ensenyança l'aprengué en el taller del pintor Antoni Caba i Casamitjana de qui fou deixeble fidel i fins li encarregà el retrat de la seva idolatrada mare Beatriu quan aquesta morí el 1886. També entrà a treballar, de jove, als tallers dels escultors Mensa i Tarascó, que es dedicaven a fer obres efímeres en cartró per a envelats i teatres.
Monserdà es començà a fer un nom, i una clientela, amb l'entrada com a projectista al taller de vidrieria artística d'Eudald Amigó, que en aquella època era el taller més reconegut d'aquesta temàtica. Sembla que l'arquitecte Joan Martorell i Montells el descobrí en aquest taller i li encarregà les primeres obres importants. Aquestes van ser les pintures del presbiteri de l'església de Sant Agustí.
Cap el 1888 també entrà a treballar com a director artístic a la joieria Macià del carrer Ferran, l'amo Eusebi Macià Pujol era el seu cunyat, casat amb la seva germana Dolors. En orfebreria Monserdà excel·lí des de ben jove dissenyant tant joies com ornaments litúrgics i reliquiaris dels que en feia maquetes en fusta o en guix i els feia daurar i pintar per a veure'n el resultat final.
El primer taller propi el tingué al Passeig de Gràcia, a la casa Malagrida, entre Diputació i Consell de Cent. Posteriorment es traslladà a una de les torres de la Casa de les Punxes, propietat de la família Terradas, que eren clients seus; projectà per a ells tot el mobiliari de la casa, així com l'oratori, i també l'altar de la capella de la casa d'estiueig que els Terradas tenien a Seva, el mas Sobrevia.
El seu debut com a professor fou en un "Instituto Catalán de Artesanos y Obreros" instal·lat al carrer de Sant Pau i dedicat a donar classes a gent sense recursos on pràcticament no cobrava res. Del 1882 fins al 1915 va fer de professor de dibuix al col·legi dels Jesuïtes del carrer de Casp i el 1905 guanyà la càtedra de dibuix de l'Escola Municipal d'Arts i Oficis de Gràcia.
Si bé tota l'obra la projectava absolutament sol en el seu taller en la realització es serví de grans col·laboradors. Així en les obres murals i de més envergadura sempre treballava amb el pintor Josep Duran i Riera. Josep Pey feia els aquarel·laments dels projectes i Emili Amigó era el seu col·laborador preferit en la pintura floral.
Des de l'any 1919, quan morí la seva germana Dolors, Enric vivia a casa dels Puig i Cadafalch, ja que la dona de Josep Puig i Cadafalch era neboda seva. Pel juny del 1925 va ser intervingut a la Clínica del Pilar i pel mes de gener del 1926, sentint-se malalt, va anar a viure a casa d'una altra neboda, Maria dels Àngels, (perquè els Puig i Cadafalch eren de viatge a Nord-amèrica) on morí el 13 d'abril.

## Obra
L'obra més coneguda d'Enric Monserdà és la reforma i decoració del Saló de Cent de la Casa de la Ciutat de Barcelona. Aquesta reforma s'inicià el 1914 i s'acabà el 1925. L'element principal del projecte, i que ens ha arribat intacte, és el retaule de pedra de darrere la presidència. Aquest remet a l'estil dels retaules de pedra catalans del segle xv però la temàtica religiosa queda relegada a un paper secundari; el tema central és l'escut de la ciutat portat per dos macers. Sota el retaule trobem el cadirat de la presidència que segueix cap als dos laterals del fons de la sala i que s'inspira en els cors catedralicis. Aquest cadirat per al govern municipal quedava, en el disseny original, separat de la resta de la sala per una balustrada de pedra actualment perduda, en els seus extrems s'hi conserva encara el coronament de la balustrada en forma de dues estàtues: la de Sant Jordi i la de Jaume I. Potser el més vistós de tota la decoració de la sala són els domassos que tapen les parets, alternant franges grogues i vermelles, i les aranyes de ferro forjat que pengen del sostre. En aquesta sala Monserdà se'ns revela com a interiorista i decorador però en canvi no hi trobem cap mostra de la seva altra faceta artística; la de pintor.
A la Capella del Sagrament de la Basílica de Santa Maria de Mataró trobem cinc grans teles de Monserdà, a més a més de la Santíssima Trinitat que corona la petxina de sobre l'altar. Entrant a la dreta hi ha el "Miracle dels pans i els peixos", el "Calvari" i la "Primacia de Sant Pere". A l'esquerra trobem els quadres de la "Maria Magdalena" i de la "Resurrecció de Llàtzer" (1892). En aquestes pintures Monserdà se servi de l'ajuda de la fotografia de models reals amb els que realitzà nombrosos estudis de composició per tal d'aconseguir major realisme en les postures. També utilitzava maquetes de fang amb la composició de tots els personatges i després en feia fotografies i així obtenia una escenografia del conjunt. La capella, obra de l'arquitecte Emili Cabanyes i Rabassa i qualificada de neoromànica amb aires bizantins, fou beneïda el 1889 pel bisbe de Barcelona Jaume Català. Monserdà hi també pintà les llunetes de sobre els quadres i d'altres plafons decoratius que es perderen durant la Guerra Civil, i hi feu un confessionari de fusta (1912). En el moment de la inauguració el paviment de la capella era de parquet però les humitats feren necessària la substitució per un paviment de mosaic que fou també dissenyat per Monserdà. El constructor del paviment va ser l'italià Mario Magaliano, que el realitzà el 1903.
A la basílica mataronina també es conserven, de l'artista, dos tapissos pintats a la Capella de la Puríssima i els quadres de Sant Lleó i Sant Ricard de la Capella de Santa Llúcia. A la Parròquia de Sant Josep, de la mateixa població de Mataró, hi ha una tela de les patrones Juliana i Semproniana.
A la parròquia de Sant Joan de Vilassar de Mar es conserven dos quadres, de grans dimensions (alçada 3,20 m, amplada: 1,70), on es representen "El Baptisme de Jesús" i "El Martiri de Sant Joan Baptista". En aquestes pintures es revela la plena maduresa de l'artista en la perfecció del dibuix i del colorit, en el qual abunden els tons bàsics que produeixen un gran efecte; hi ha també alguns sienes cremats i escarlates; la llum hi és vibrant. En la composició es dona exclusiva importància a les figures protagonistes de l'escena. Foren pintats l'any 1902 i sufragats pel navilier Nicolau Mir; ambdós quadres, que en origen es trobaven encarats dins del presbiteri, foren salvats durant la Guerra Civil i col·locats al transsepte de la nova església parroquial.
A Lloret de Mar projectà el Monument de l'Àngel i sobretot l'interior del santuari de Sant Pere del Bosc, restaurat a expenses de l'indià Nicolau Font entre als anys 1898 i 1903. I a Vilafranca del Penedès el Monument a Milà i Fontanals construït entre el 1908 i el 1912.

## Fons personal
Una part del seu fons personal es conserva a l'Arxiu Fotogràfic de Barcelona. El fons conté fotografies generades o reunides per Enric Monserdà en la seva activitat d'artista. Hi trobem negatius i positius que representen paisatges, models fent la posa i sèries que reprodueixen una mateixa imatge amb petites variacions de posicions, gestos o vestimenta. Aquest material l'utilitzà l'artista com a base de treball per a les seves composicions. No es pot afirmar que ell sigui l'autor de les fotografies, però sí que hi participà dirigint com havia de ser la fotografia. Es tracta d'un fons interessant, perquè exemplifica la manera de treballar d'uns artistes en una època determinada i mostra una de les funcions de la fotografia. La fotografia es va convertir per a molts pintors, en aquesta època, en eina d'ajuda per als seus treballs.
Al Museu Nacional d'Art de Catalunya (MNAC) també s'hi conserva un fons de quaranta-cinc dibuixos que va ser catalogat per Ramon Ribera. La majoria són estudis preparatoris de projectes decoratius i de pintures de cavallet tant de motius religiosos com de civils, alguns fragmentaris. També hi ha esbossos de mobiliari, tapissos i monuments, entre d'altres.
Un altre fons important del pintor es conserva a la Reial Acadèmia de Belles Arts de Sant Jordi, aquest va ser catalogat per Rafel Torrella. D'aquest fons destaquen els conjunts decoratius de la Casa Garí de Barcelona, el Saló de Cent, la Capella del Sagrament de Santa Maria de Mataró, l'església de la Plana Novella del Garraf, l'església de Sant Agustí Nou de Barcelona, la Casa Terradas (Casa de les Punxes) de Barcelona i d'altres.

## Galeria

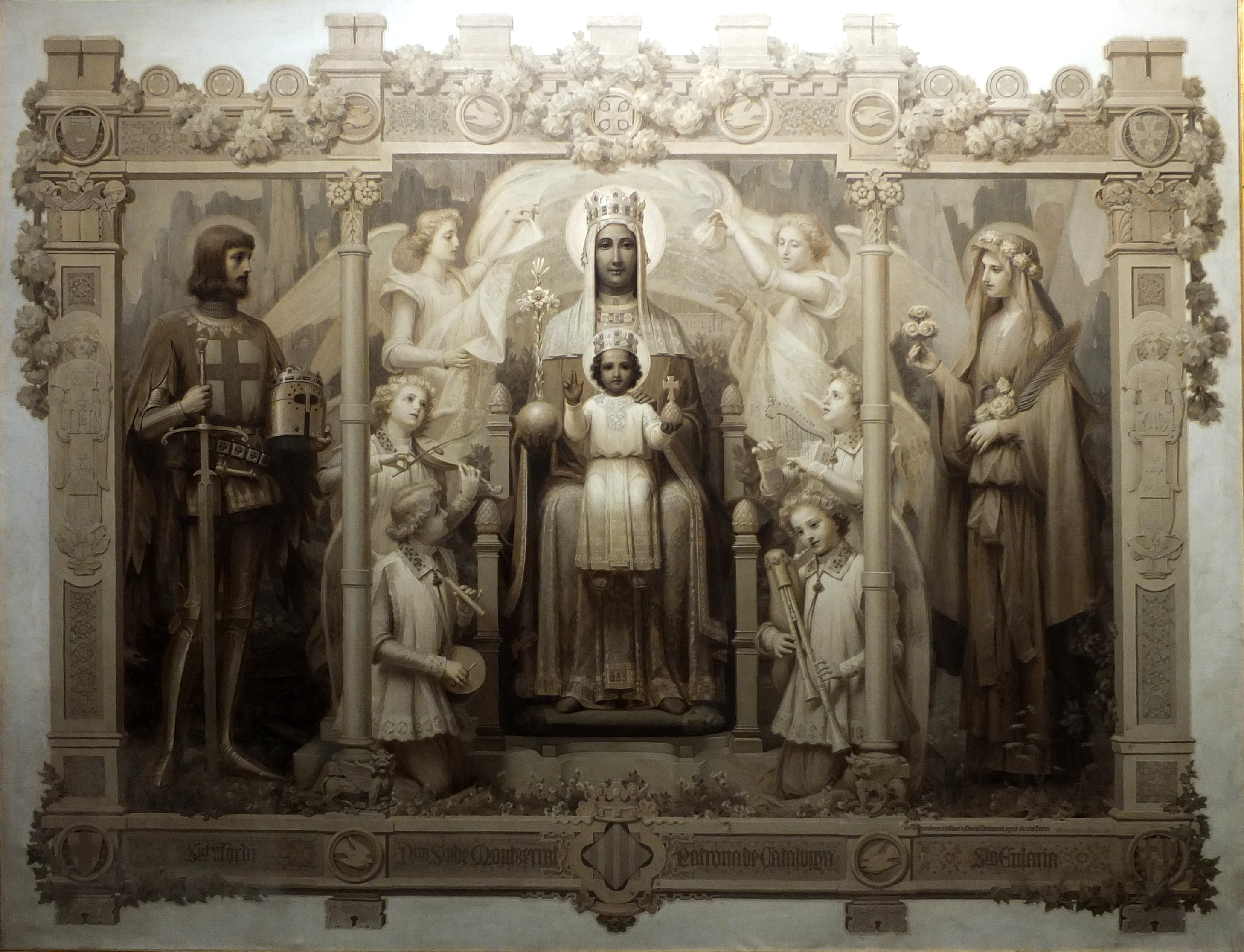
Mare de Déu de Montserrat entre Sant Jordi i Santa Eulalia (Museu de Montserrat)
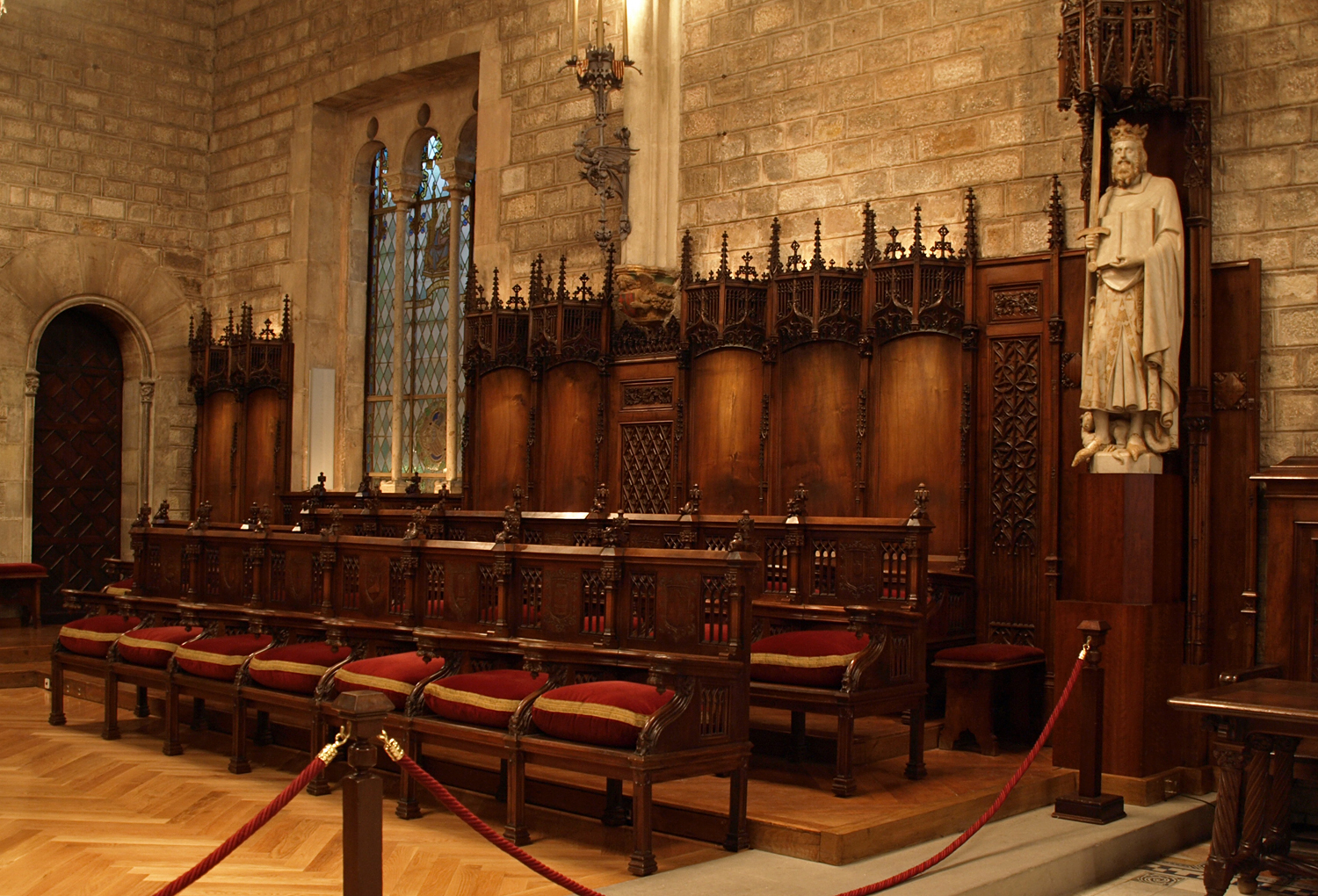
Saló de Cent (Barcelona)
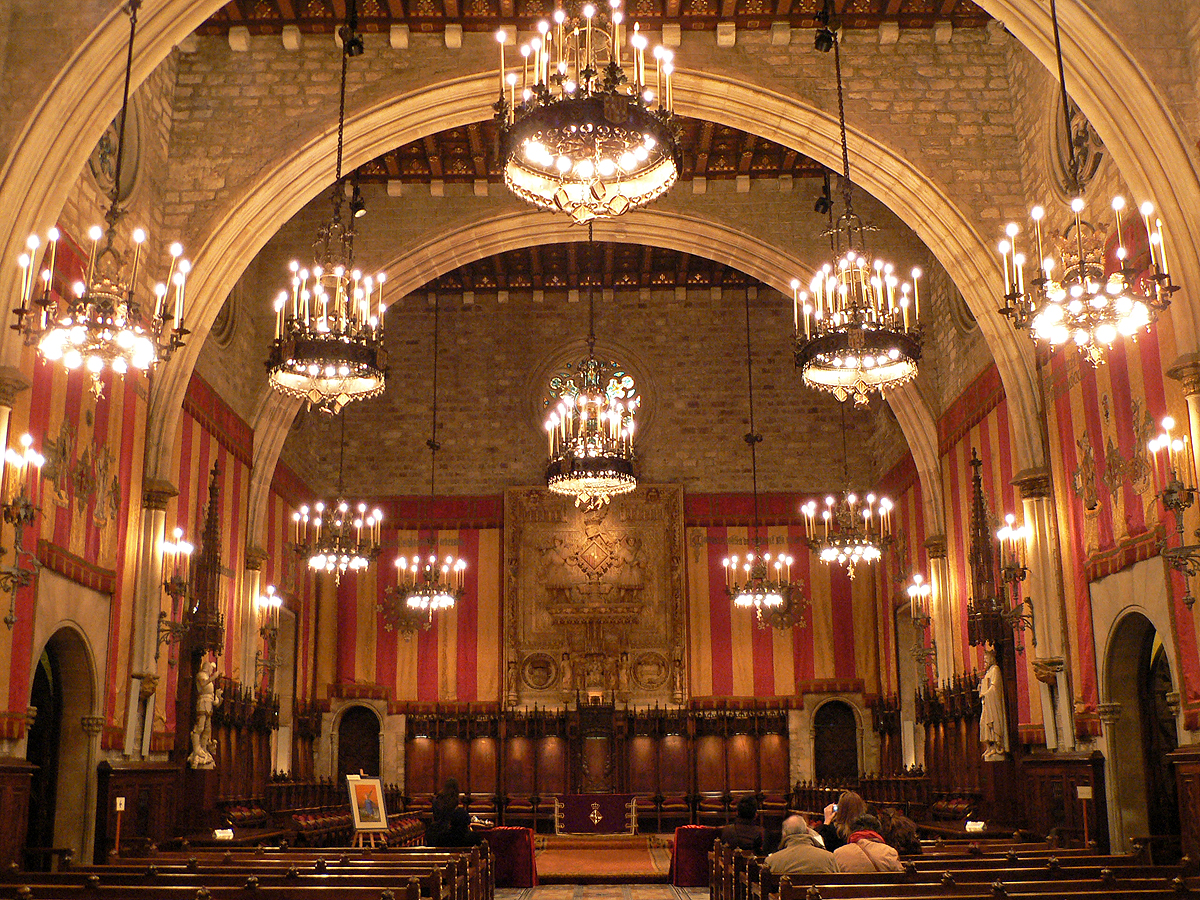
Saló de Cent (Barcelona)
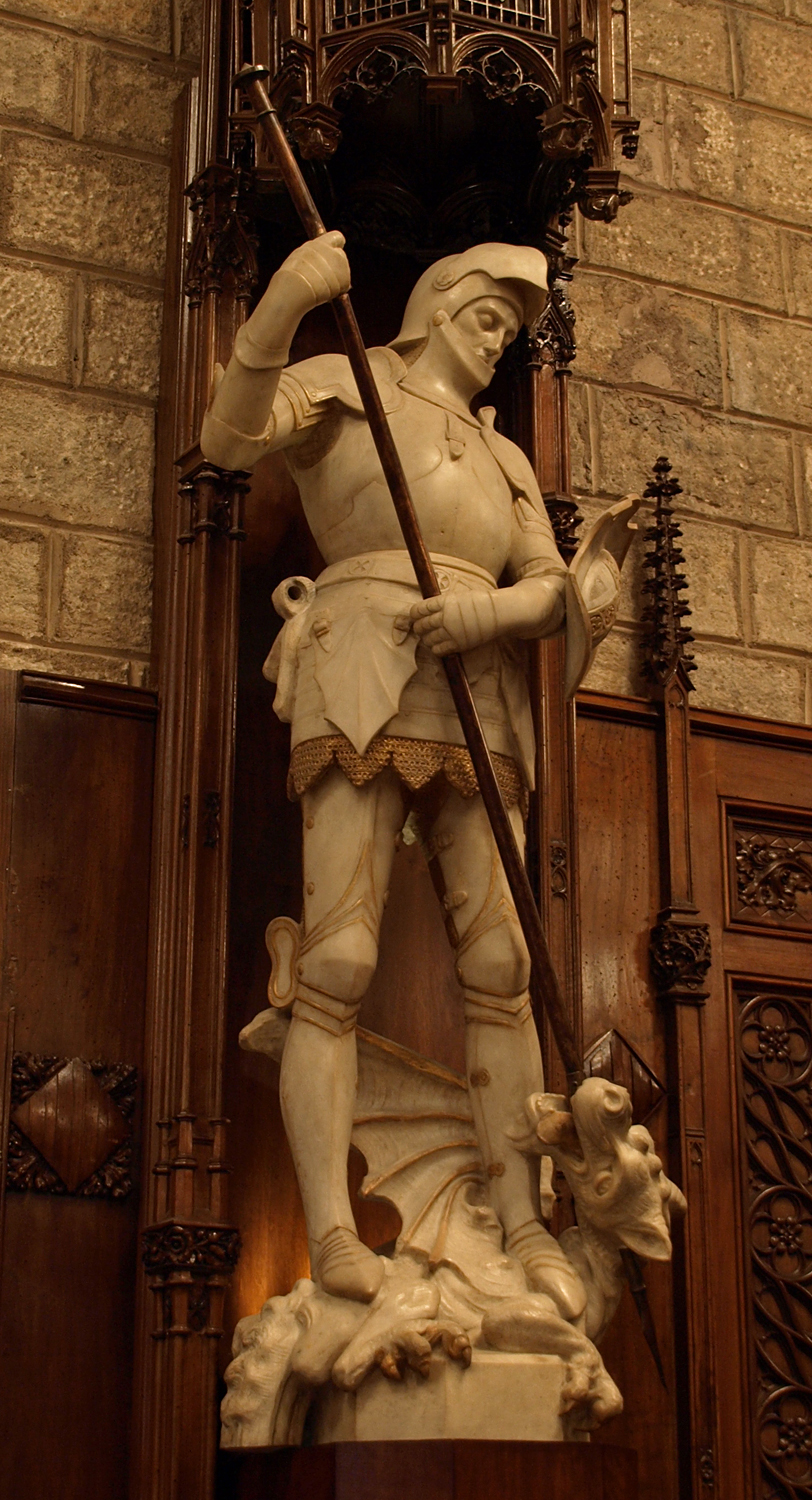
Saló de Cent (Barcelona)
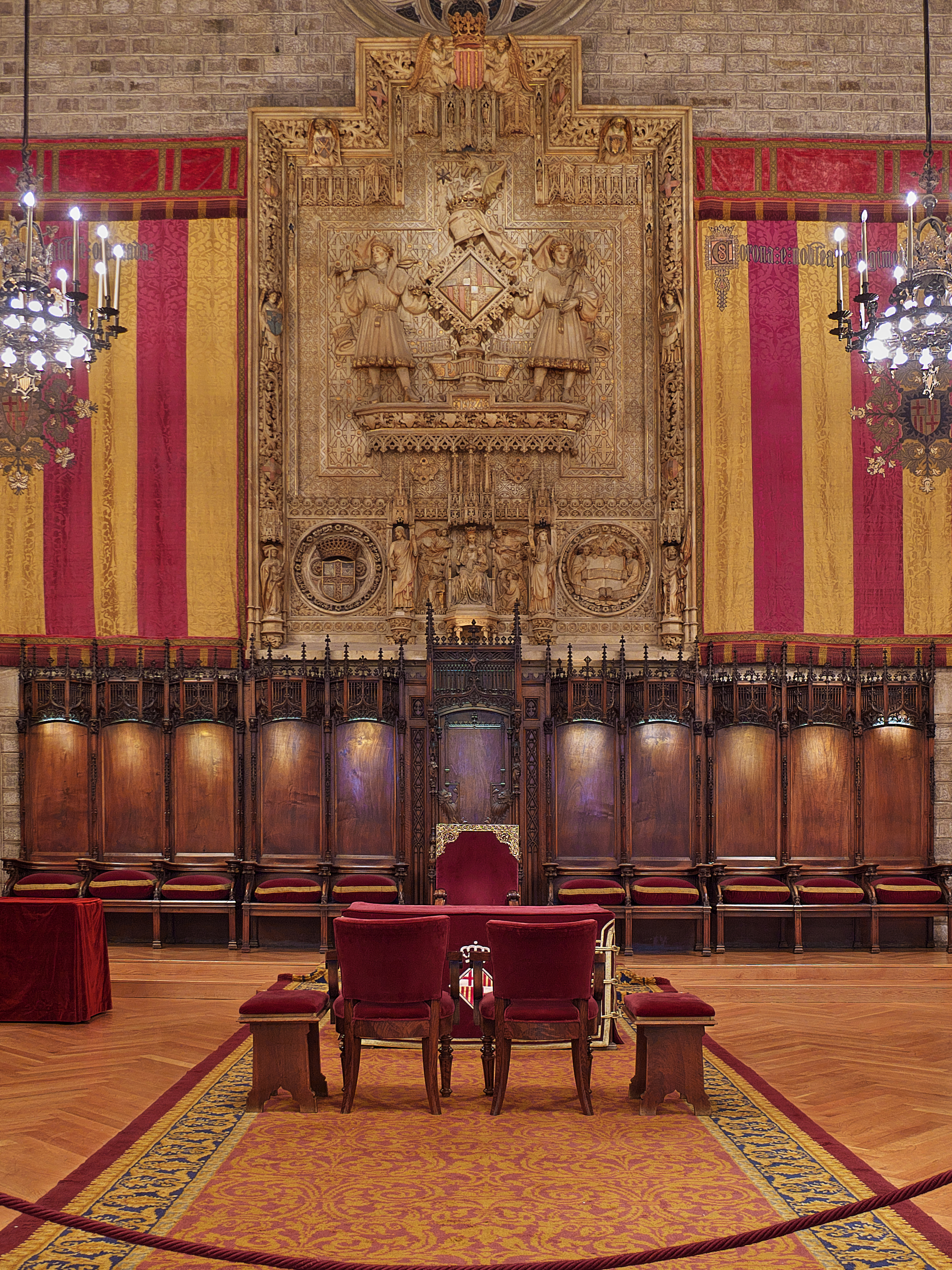
Saló de Cent (Barcelona)
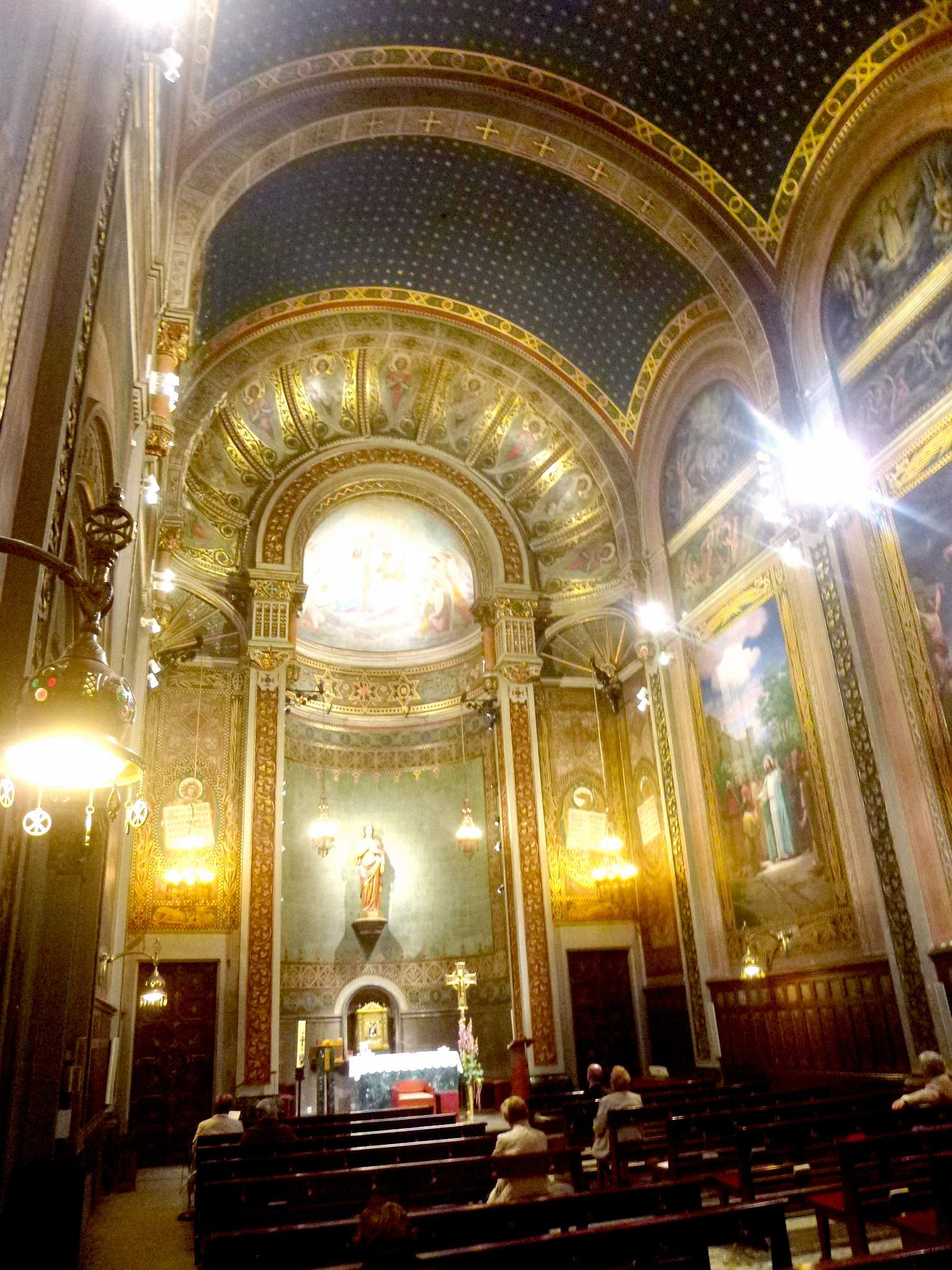
Capella del Sagrament (Mataró)
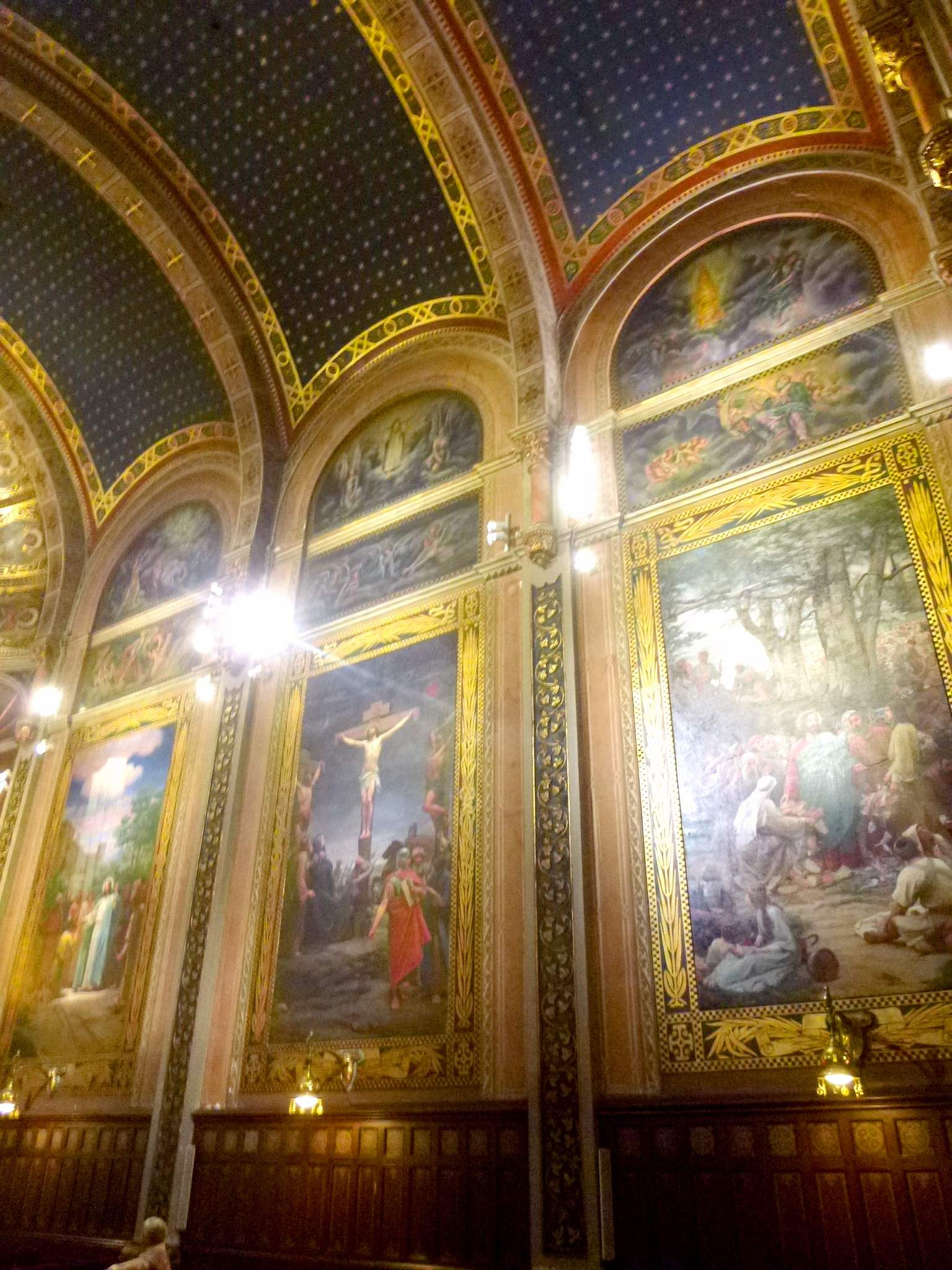
Capella del Sagrament (Mataró)
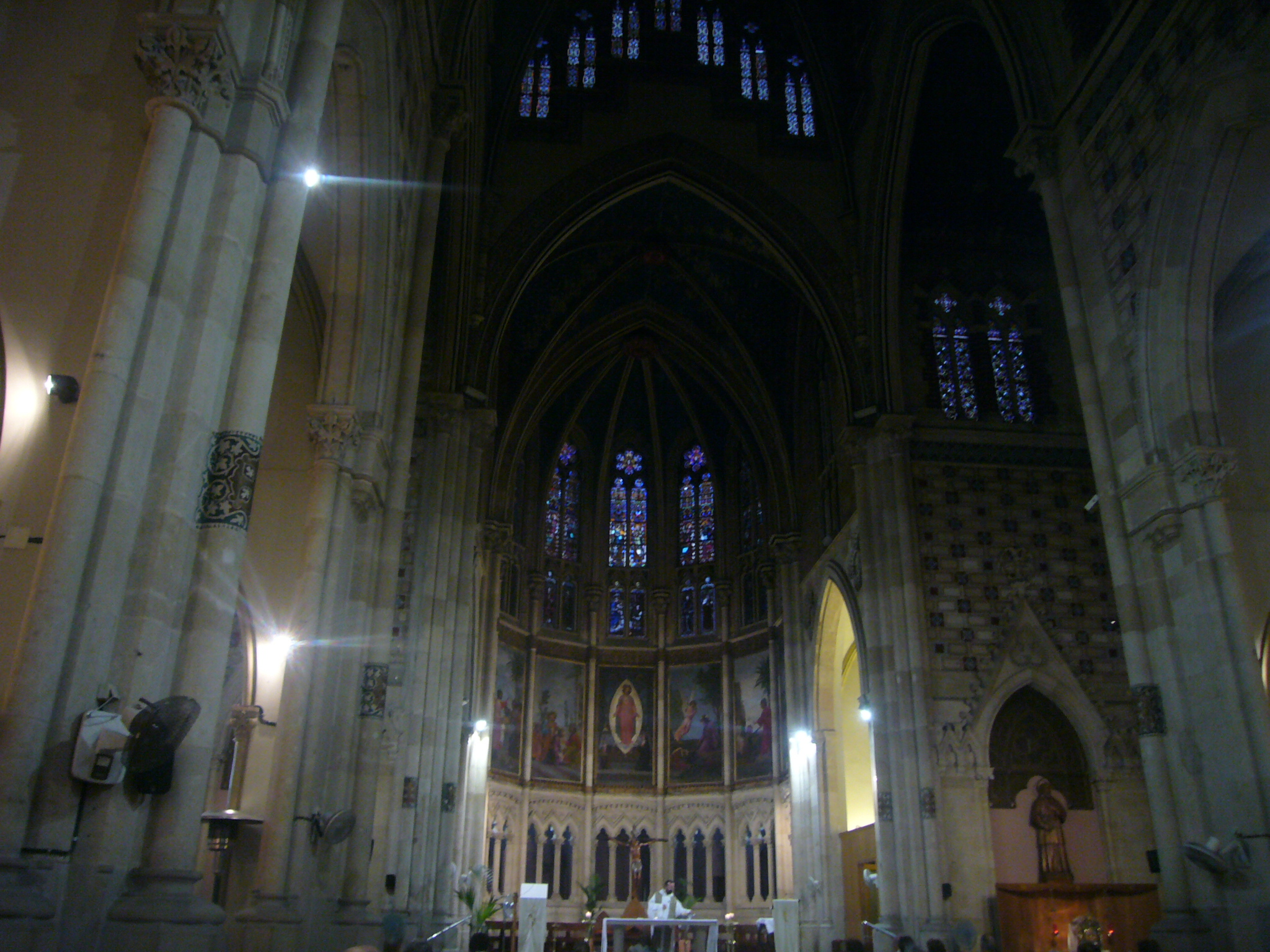
Església de St. Francesc de Sales (Barcelona)
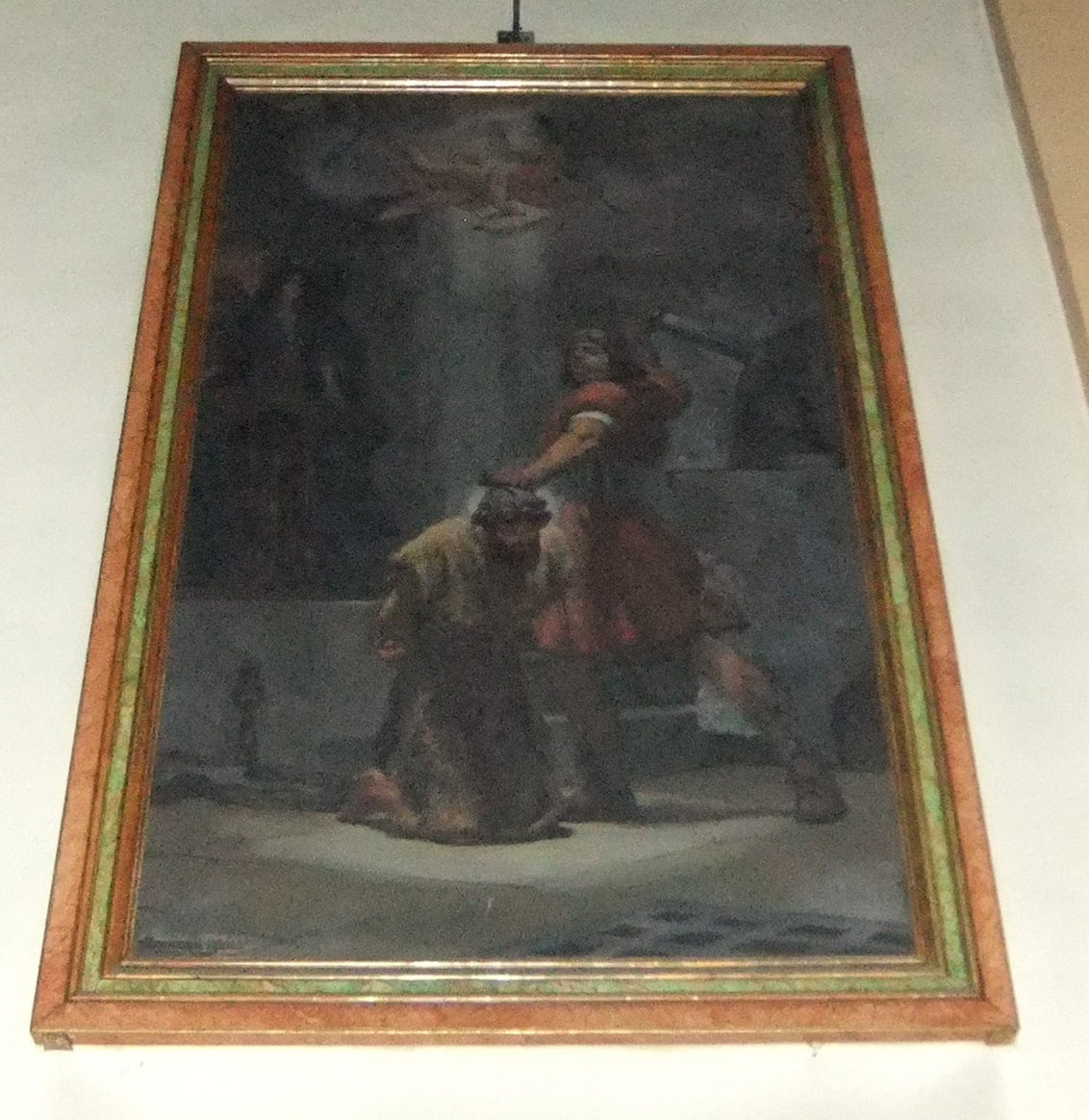
Església de St. Joan (Vilassar de Mar)
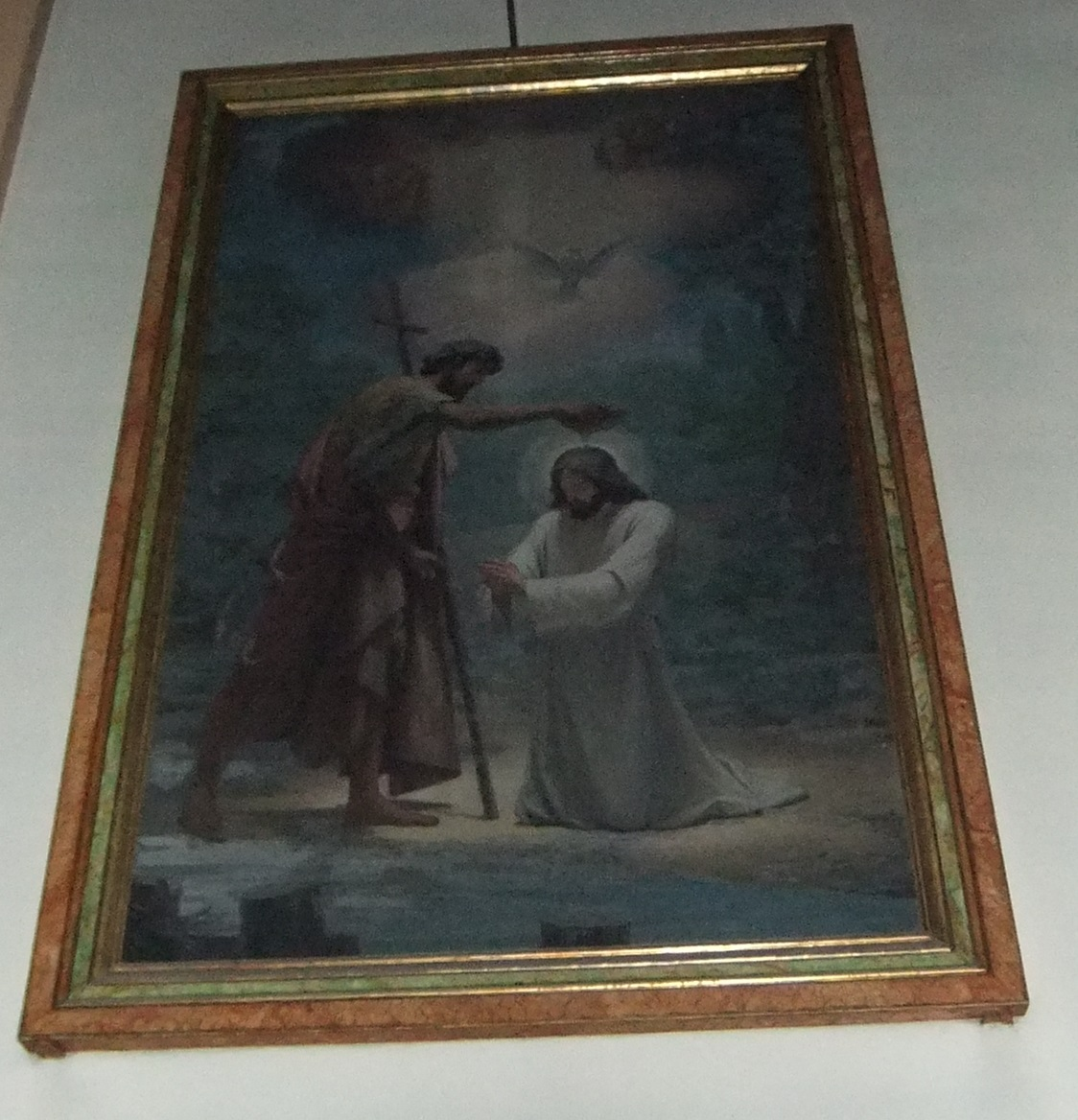
Església de St. Joan (Vilassar de Mar)
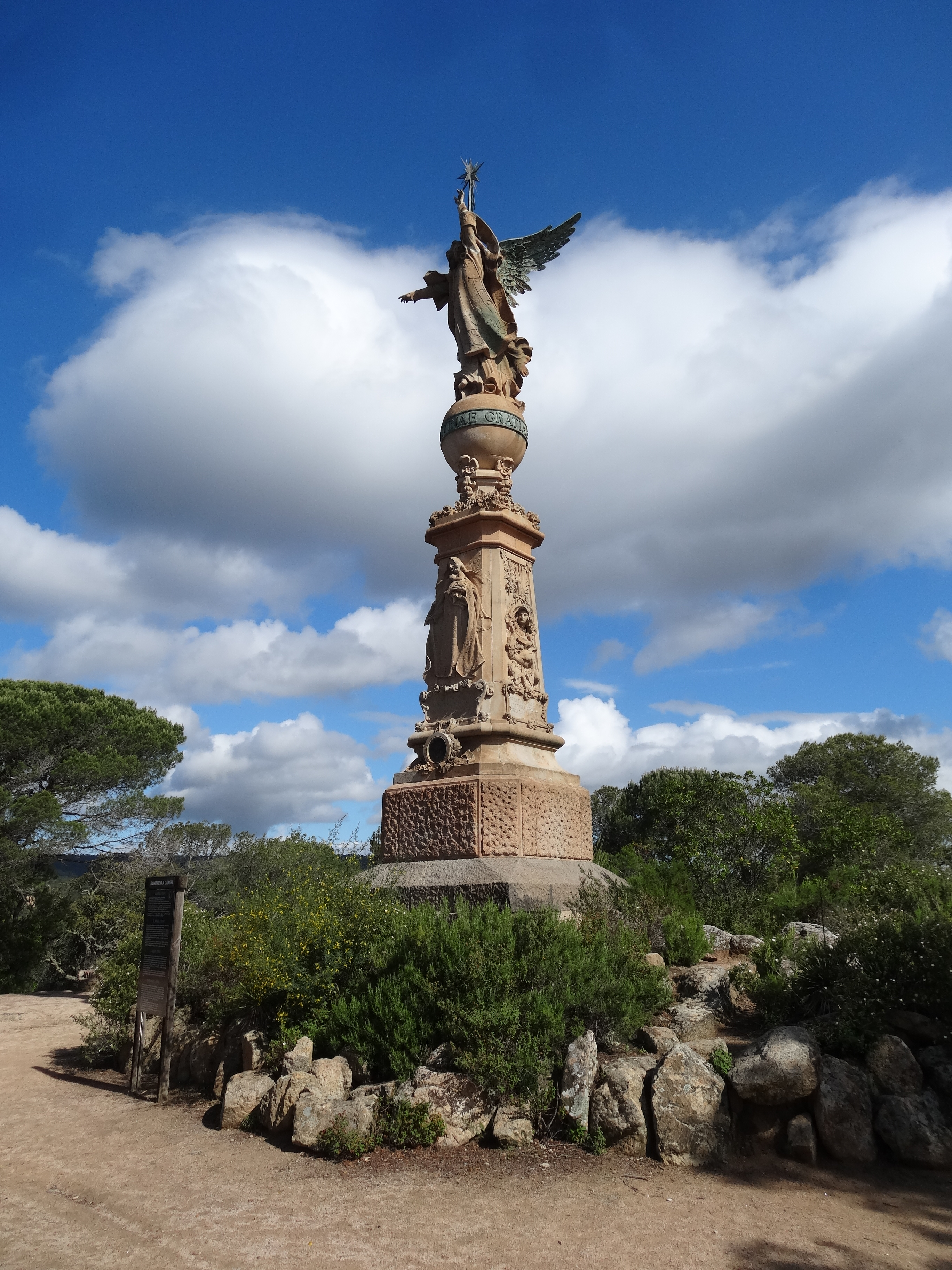
Monument de l'Àngel (Lloret de Mar)
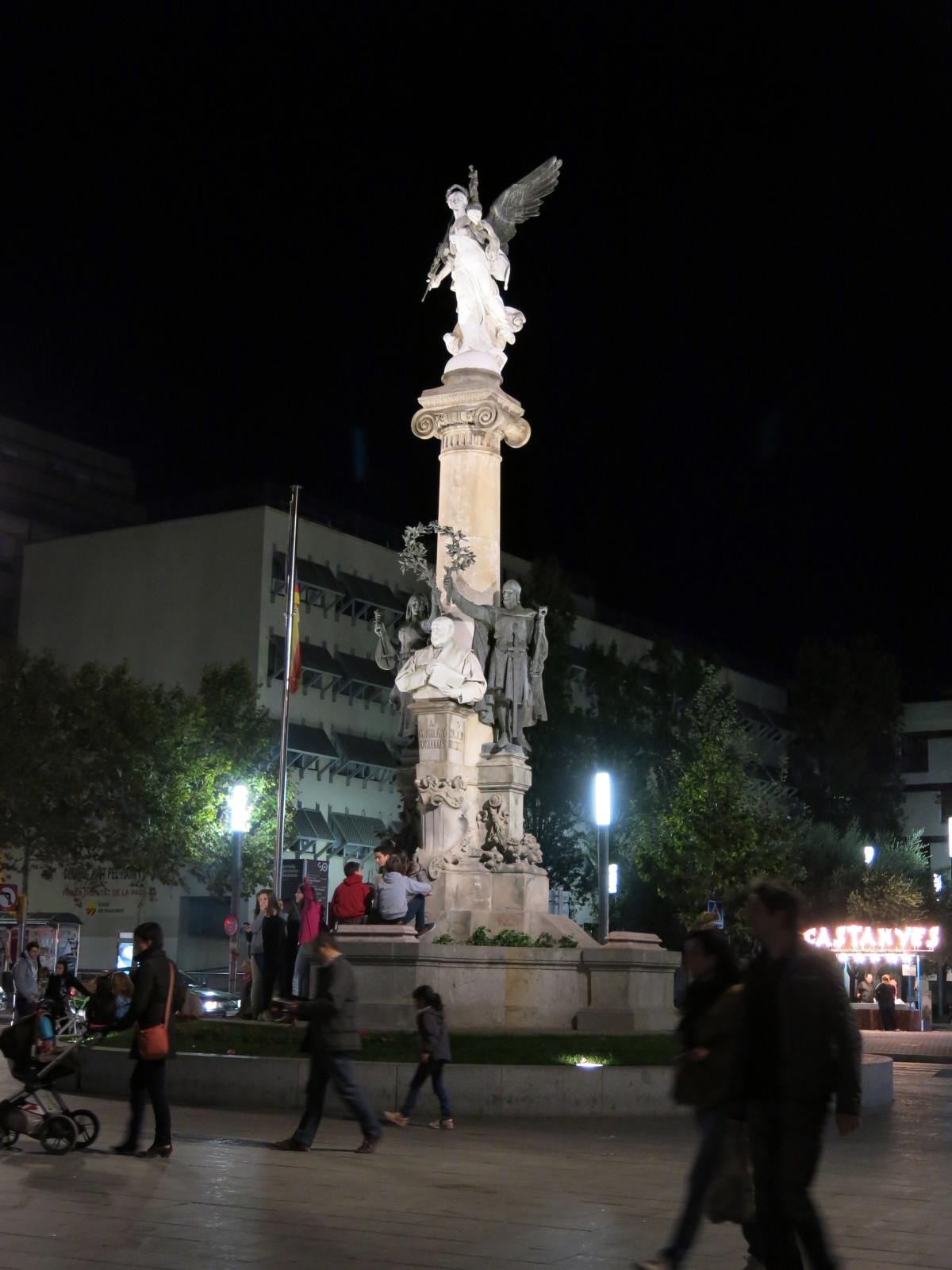
Monument a Milà i Fontanals (Vilafranca del Penedès)